# Shinkit
Shinkit fou una ciutat sahariana a la moderna Mauritània, que per la seva importància religiosa va acabar denominant a tota la part occidental del Sàhara des de Saguiet al-Hamra fins al riu Senegal, és a dir el modern Sàhara Occidental i part de Mauritània. No és esmentada pels geògrafs àrabs medievals i el sorgiment és incert. H. T. Norris el situa al segle xiv, i al-Khalil al-Nahwi el 1262 (edificada sobre una ciutat més antiga fundada el 772). Al segle xvii els àrabs Banu Hassan van envair el Sàhara i van fundar alguns emirats, el principal dels quals fou el d'Adrar, en el qual Shinkit va quedar enclavat, però pel prestigi dels religiosos que hi habitaven, va constituir un enclavament no subjecte ni a tribut ni domini polític. Els homes pietosos i estudiants de religió de Shinkit foren coneguts com a "shanakita". La ciutat mai va tenir més que uns pocs milers d'habitants però va tenir un paper decisiu en l'expansió de l'islam cap als territoris dels negres més al sud.